# Cecropia purpurascens
Cecropia purpurascens är en nässelväxtart som beskrevs av C.C.Berg. Cecropia purpurascens ingår i släktet Cecropia och familjen nässelväxter. Inga underarter finns listade i Catalogue of Life.